# Olle (Borgo Valsugana)
Olle (Le Óle in dialetto valsuganotto) è l'unica frazione del comune Borgo Valsugana, in provincia di Trento. Si trova a circa 2 km a sud della sede comunale, nel territorio compreso tra il torrente Moggio ed il torrente Fumola.
Il nome della frazione probabilmente deriva da olle, nel senso di piastrelle. Le colline sopra il paese  sono infatti ricche di creta ed argilla.

## Storia
Nel 1889 fu fondata la Cassa Rurale di Olle.
Fu quasi completamente distrutto nel 1916 durante la Battaglia degli Altipiani nella prima guerra mondiale  e ricostruito subito dopo. Fortunatamente il paese all'epoca era stato evacuato, e ancora oggi alcune delle vie del paese sono intitolate ai paesi che ospitarono i profughi (ad esempio via San Bartolomeo del Cervo).

## Monumenti e luoghi d'interesse

### Architetture religiose
- Chiesa di Sant'Antonio di Padova

### Architetture civili
Nella frazione è presente il museo Casa Andriollo, dedicato alla vita femminile in una zona di montagna. 
La Fucina Tognolli adesso viene utilizzata per scopi didattici, nonostante fosse attiva fino a pochi anni fa.